# Orpheus (Stargate SG-1)
Orpheus (Orfeo) es el cuarto episodio de la séptima temporada de la serie de televisión de ciencia ficción Stargate SG-1, y el episodio N.º 136 de toda la serie.

## Trama
El SG-1 llega por el Portal al SGC, bajo fuego enemigo. Un Jaffa logra pasar también, pero es derribado rápidamente. Sin embargo, un disparo alcanza a Teal'c en el estómago y este cae.
Ya en la enfermería, Fraiser informa a Teal'c que si bien no corre peligro, deberá dejar el servicio hasta recuperarse. Ella luego pone al día al resto sobre el estado de Teal'c, mientras Carter y Daniel informan lo ocurrido en la misión a Hammond.
Más tarde, Daniel visita a Teal'c para conversar sobre su hijo. Éste le responde que Rya'c está junto a Bra’tac intentando reclutar Jaffa para la rebelión, pero pronto le pide que lo deje solo. Ante esto, Daniel se retira, pero entonces comienza a escuchar misteriosas voces.
Después, mientras Teal'c realiza sus ejercicios de recuperación, Daniel y Carter notan que él se está sobre exigiendo, e intentan decírselo pero no les hace caso. Incluso luego de recuperarse sigue ejercitando más de lo necesario.
En tanto, Daniel continúa escuchando voces, y sospecha que quizás sean recuerdos de cuando fue un ascendido. Él entonces pide a Carter que busque alguna anormalidad en las activaciones del Portal, ya que él siente que tiene algo muy importante que recordar y está relacionado al agujero de gusano.
Más adelante, O'Neill y Daniel visitan a Teal'c, y éste finalmente revela que actúa así porque siente que la Tretonina lo hace débil. Sin embargo ninguno de sus compañeros puede ayudarlo.
Para ayudarle a recordar, Daniel pide a Teal'c que le enseñe meditación Kel No Reem. Al hacer esto, Daniel logra acceder algunos recuerdos y descubre que Rya'c y Bra’tac, junto con otros Jaffa trabajan como esclavos en un planeta desconocido. Para averiguar que mundo es, llaman a Rak'nor, un Jaffa amigo. Mientras tanto, en ese planeta, Bra'tac y Rya'c además de ser forzados a trabajos forzados presencian como un malévolo Principal Jaffa ejecuta a muchos otros, por ser incapaces de trabajar más.
En el SGC, Rak'nor reconoce el planeta; se llama "Erebus", y dice que allí trabajan los Jaffa capturados que se niegan a servir a su nuevo Señor, construyendo Naves Ha'tak, en condiciones extremas. También revela que el Portal de allí posee un escudo como el Iris de la Tierra, que puede ser desactivado al enviar un código, el cual, sin embargo, no conocen. No obstante, en ese momento, Daniel tiene una visión en la que Bra'tac antes de ser capturado junto a Rya'c en Erebus, manda el código de desactivación por el Portal al Sitio Alfa. Sabiendo esto, Carter busca en los registros del Sitio Alfa y encuentra una señal desconocida, que resulta ser el código. 
SG-1, SG-3 y Rak'nor entonces emprenden la misión de rescate a Erebus, desactivando el escudo y tras acabar con los guardias, avanzando ocultos hasta al campamento. Al llegar la noche, Teal'c y Rak'nor deciden infiltrarse en el campamento para ver a Bra'tac y Rya'c, pero pronto son capturados. Para rescatarlos, al día siguiente, los equipos SG idean una distracción. Carter y Daniel suben a una Ha'tak en construcción cercana y plantan C-4 dentro de ella. Mientras tanto, Teal'c dice a Rya'c y Bra'tac sobre el plan de escape y estos a su vez lo informan al resto de los prisioneros. Sin embargo, mientras Rya'c va comunicando el mensaje, el Líder Jaffa lo atrapa y lo manda a ejecutar, pero Teal'c interviene y toma su lugar.
Afortunadamente antes que ejecuten a Teal'c, el C-4 explota y la Nave Ha'tak comienza a caer. El Principal Jaffa entonces ordena sus soldados ir hacia la nave, dejándolos vulnerables ante las unidades SG. Luego los esclavos Jaffa, apoyados por los disparos de O'Neill, se lanzan contras sus captores. Durante la revuelta Teal'c mata al abominable Jaffa Líder, recuperando la confianza en sí mismo. La fuerza combinada de esclavos Jaffa y equipos SG finalmente toma control sobre el campo.
De vuelta en el SGC, Hammond es informado que los Jaffa liberados pronto se unirán a la Rebelión, en tanto, Daniel y Teal'c después de darse las gracias mutuamente, deciden ponerse a meditar.

## Producción
- Joseph Mallozzi dijo en una charla en línea con "Our Stargate", "Junior está muerto -- ni Teal'c ni Bra'tac poseen simbiontes ahora. El asunto será tratado en un próximo episodio titulado Orpheus, y continuara siendo comentado a través de la Séptima Temporada".[4]

## Artistas invitados
- Tony Amendola como Bra'tac
- Obi Ndefo como Rak'nor.
- Neil Denis como Rya'c
- Teryl Rothery como Janet Fraiser.
- Gary Jones como Walter Harriman
- Sheri Noel como Fisioterapeuta.
- David Richmond-Peck como Comandante Jaffa.
- Dan Shea como Sargento Siler.